# Ágrafa
Ágrafa är en ort i Grekland.   Den ligger i prefekturen Nomós Evrytanías och regionen Grekiska fastlandet, i den centrala delen av landet, 220 km nordväst om huvudstaden Aten. Ágrafa ligger 851 meter över havet och antalet invånare är 821.
Terrängen runt Ágrafa är bergig åt nordväst, men åt sydost är den kuperad. Ágrafa ligger nere i en dal. Runt Ágrafa är det mycket glesbefolkat, med 5 invånare per kvadratkilometer. Ágrafa är det största samhället i trakten. I omgivningarna runt Ágrafa växer i huvudsak blandskog.